# Dvojdům dr. Nissnera a dr. Charwata
Dvojdům dr. Nissnera a dr. Charwata stojí v Almužnické a Popská ulici v centru Opavy. Jedná se o shodně řešené bytové domy v novorenesančním slohu, vystavěné pro lékaře v bývalé nedaleké nemocnici. Od 6. března 2008 je objekt památkově chráněn. Žádost o prohlášení nemovitou kulturní památkou byla podána 9. července 2007.

## Historie a popis
Dvojdům, ohraničující jižní část Rybího trhu, se nachází na místě bývalého špitálu sv. Josefa, pro nějž se později vžil název po jeho zakladateli Johannu Antonu Josefu Pinovi von Friedenthalu – Friedenthalův špitál, zrušeného na počátku 20. století. Postaven byl roku 1903 dle návrhu architekta Aloise Geldnera. Určen byl pro lékaře působící v nemocnici v Popské ulici. V domě se nacházela také lékařská ordinace.
Dvěma trojosými průčelími, jež jsou jemně zdůrazněny mělkými rizality a zakončeny bohatě zdobenými volutovými štíty, se dvojdům obrací k Rybímu trhu. Architektonicky cenné je podkovovité schodiště, dveře a kachlová kamna (8 kusů) v interiéru. K domu přiléhá zahrada s dobovým oplocením.